# Susanne Sundfør
Susanne Aartun Sundfør (19 de março de 1986) é uma cantora-compositora norueguesa. Ela é neta do linguista Kjell Aartun. Ela nasceu em Haugesund e mais tarde mudou-se para Oslo. Ela lançou seis álbuns de estúdio. Três das quais, The Brothel (2010), The Silicone Veil (2012) e Ten Love Songs (2015), atingiram o número um na Noruega. Seu sexto álbum, Ten Love Songs, foi lançado em 16 de fevereiro de 2015.

## Carreira
Quando Sundfør tinha 12 anos, ela começou a tomar aulas de canto. Depois de frequentar uma escola de música, Sundfør começou a fazer música como um hobby. Seu primeiro lançamento foi o single "Walls" em 2006, que alcançou a posição número três nas paradas de sucesso norueguesas. Seu primeiro álbum, homônimo, foi lançado em 2007 e alcançou a posição número três nas paradas de sucesso norueguesas. O segundo e último single do álbum "I Resign", foi lançado em 2007.
Em janeiro de 2008, Sundfør fez um cover da música "Masters of War", de Bob Dylan, no Store Studio, NRK. No mês seguinte, ela foi premiada com o prêmio Spellemannprisen por melhor performance feminina. Ela impulsionou um debate nacional quando ela, ao receber o prêmio, disse: "eu sou antes e acima de tudo uma artista, não antes e acima de tudo uma mulher". Por isso, ela estava se referindo a uma introdução chauvinista dos artistas candidatos de 2008, do sexo feminino, no contexto de haver um debate em curso se era arcaico ou não ter uma diferenciação por gênero de "artista do ano" do prêmio. Nesse mesmo mês, Sundfør apareceu com uma faixa no álbum Sorgen og Gleden (A Tristeza e a Alegria), da Princesa Herdeira da Noruega, Mette-Marit. A contribuição de Sundfør foi a música tradicional/salmo norueguês "Ingen Vinner Frem til Den Evige Ro" (Ninguém Alcança a Eterna Calma), por Lars Linderot e Gustav Jensen.
Em 2010, o seu terceiro álbum, The Brothel foi lançado sendo grande sucesso na Noruega, e acabou tornando-se o segundo álbum mais vendido do ano, faturando mais de 40.000 cópias. Dagbladet, um jornal diário norueguês, escreveu que Sundfør foi tão boa que outros artistas jovens noruegueses iriam começar a chorar ao ouvi-la, tanto porque ela está vários níveis acima deles, mas também porque sua música é tão comovente e bonita. Foi nessa época que Sundfør decidiu comprometer-se à música como uma profissão. Ela disse em uma entrevista de 2013: "Eu acho que eu apenas decidi que isso é algo que eu queria passar toda a minha vida a fazer depois que eu lancei The Brothel, porque essa era a primeira vez que eu realmente senti que eu tinha "encontrado" um som".
Sundfør juntou-se oficialmente à banda de Hipertext em 2010 e participou do single "Sister to All", da banda também norueguesa Real Ones.
Ela também forneceu os vocais para a faixa "Baboon Moon", do álbum de mesmo nome de Nils Petter Molvær em 2011.
Em 2012, o seu quinto álbum The Silicone Veil foi lançado, primeiro na Noruega e, em seguida, alguns meses mais tarde no Reino Unido. Esse álbum foi seguido por um EP em 2013, também intitulado de The Silicone Veil, com três músicas.
Em 6 de dezembro de 2012, Sundfør lançou uma colaboração com o duo norueguês Röyksopp, na Noruega, chamada "Running to the Sea", que atingiu o nº 1. Eles apresentaram a canção no Lydverket em 28 de novembro de 2012, além de um cover de "Ice Machine" por Depeche Mode. A faixa é destaque no álbum The Inevitable End.
Sundfør colaborou com a banda francesa de eletrônico/shoegaze M83 na trilha sonora para o filme Oblivion. O álbum foi lançado em 9 de abril de 2013 e apresenta a canção-título "Oblivion" com Sundfør contribuindo com os vocais principais. Mais tarde naquele mês, as músicas anteriores de Sundfør foram lançadas pela primeira vez no Reino Unido, recebendo uma resposta crítica positiva. Em junho de 2013, Sundfør remixou o single "A.M.A." de Maps. Sundfør também produziu o single "Darkness" para Bow to Each Other, que foi lançado no iTunes em 8 de novembro de 2013.
Seu sexto álbum Ten Love Songs foi lançado em fevereiro de 2015. Sundfør começou uma turnê pela Europa, para coincidir com o lançamento do álbum em março, no Scala, em Londres.

## Discografia

### Álbuns de estúdio
| Ano  | Álbum                       | Posições de pico | Posições de pico | Posições de pico |
| Ano  | Álbum                       | NOR              | SUE              | Reino Unido      |
| ---- | --------------------------- | ---------------- | ---------------- | ---------------- |
| 2007 | Susanne Sundfør             | 3                | —                | —                |
| 2008 | Take One                    | 32               | —                | —                |
| 2010 | The Brothel                 | 1                | —                | —                |
| 2011 | A Night at Salle Pleyel     | —                | —                | —                |
| 2012 | The Silicone Veil           | 1                | —                | —                |
| 2015 | Ten Love Songs              | 1                | 47               | 78               |
| 2017 | Music for People in Trouble | —                | —                | —                |

### Singles
| Ano  | Único                    | Posições de pico | Álbum                          |
| Ano  | Único                    | NOR              | Álbum                          |
| ---- | ------------------------ | ---------------- | ------------------------------ |
| 2007 | "Walls"                  | 3                | Susanne Sundfør                |
| 2007 | "I Resign"               | —                | Susanne Sundfør                |
| 2010 | "The Brothel"            | 2                | The Brothel                    |
| 2010 | "It's All Gone Tomorrow" | —                | The Brothel                    |
| 2011 | "Turkish Delight"        | —                | The Brothel                    |
| 2012 | "White Foxes"            | 19               | The Silicone Veil              |
| 2012 | "The Silicone Veil"      | —                | The Silicone Veil              |
| 2012 | "Among Us"               | —                | The Silicone Veil              |
| 2014 | "Fade Away"              | 25               | Ten Love Songs                 |
| 2015 | "Delirious"              | —                | Ten Love Songs                 |
| 2015 | "Kamikaze"               | —                | Ten Love Songs                 |
| 2015 | "Accelerate"             | —                | Ten Love Songs                 |
| 2016 | "Reincarnation"          | —                |                                |
| 2017 | "Undercover"             | —                | Music for People in Trouble    |
| 2020 | "When The Lord"          | —                | Self Portrait (Original Score) |

Participou também em
| Ano  | Single                                                | Posições de pico | Posições de pico | Álbum                                        |
| Ano  | Single                                                | NOR              | DIN              | Álbum                                        |
| ---- | ----------------------------------------------------- | ---------------- | ---------------- | -------------------------------------------- |
| 2011 | "Kapitulera" (Timbuktu feat. Susanne Sundfør)         | 12               | —                | Sagolandet                                   |
| 2012 | "Away" (Morten Myklebust feat. Susanne Sundfør)       | —                | —                | Morten Myklebust                             |
| 2013 | "Oblivion" (M83 feat. Susanne Sundfør)                | —                | —                | Oblivion: Original Motion Picture Soundtrack |
| 2014 | "Running to the Sea" (Röyksopp feat. Susanne Sundfør) | 14               | 10               | The Inevitable End                           |
| 2014 | "Let Me In" (Kleerup feat. Susanne Sundfør)           | —                | —                | As If We Never Won                           |
| 2016 | "For the Kids" (M83 feat. Susanne Sundfør)            | —                | —                | Junk                                         |
| 2016 | "Never Ever" (Röyksopp feat. Susanne Sundfør)         | 22               | —                | Single sem álbum                             |